# 11 października
11 października jest 284. (w latach przestępnych 285.) dniem w kalendarzu gregoriańskim. Do końca roku pozostaje 81 dni.

## Święta
- Imieniny obchodzą: Aldona, Aleksander, Andronik, Brunon, Burchard, Dobromiła, Domaczaja, Emanuel, Emilian, Emil, Firmin, Gardomir, Gromisław, Maria, Marian, Placyd, Probus i Zenaida.
- Międzynarodowe – Międzynarodowy Dzień Dziewczynek (ustanowiony przez Zgromadzenie Ogólne ONZ 19 grudnia 2011)[1]
- Społeczność LGBT – Międzynarodowy Dzień Coming Outu („Dzień Wychodzenia z Szafy”; w Polsce od 2009)
- USA – Dzień Pamięci Generała Pułaskiego (obchodzony od 1933 roku – zobacz Dzień Kazimierza Pułaskiego)
- Wspomnienia i święta w Kościele katolickim[2][3] obchodzą:
  - św. Aleksander Sauli (biskup, apostoł Korsyki)
  - św. Bruno(n) z Kolonii (arcybiskup)
  - św. Firmin (biskup)
  - św. Jan XXIII (papież)
  - św. Kanizjusz z Aghaboe (apostoł Irlandii)
  - św. Maria Soledad Torres Acosta (zakonnica)
  - św. Nektariusz (†397 – patriarcha Konstantynopola)
  - św. Zenaida z Tarsu (męczennica)

## Wydarzenia w Polsce
- 1428 – Prochowice zostały zdewastowane przez husytów.
- 1633 – Wojna trzydziestoletnia: zwycięstwo wojsk austriackich nad saskimi w bitwie pod Ścinawą.
- 1675 – IV wojna polsko-turecka: odwrót armii tureckiej za Dniestr zakończył oblężenie Trembowli.
- 1745 – Ewald Jürgen Georg von Kleist zaprezentował w Kamieniu Pomorskim działanie butelki lejdejskiej, jako jeden z jej dwóch niezależnych odkrywców (obok Holendra Pietera van Musschenbroeka).
- 1801 – Odbyło się ostatnie przed wyburzeniem nabożeństwo w średniowiecznym kościele św. Szczepana na terenie dzisiejszego placu Szczepańskiego w Krakowie.
- 1816 – Cesarz Aleksander I Romanow wydał ukaz powołujący Prokuratorię Generalną Skarbu Państwa.
- 1830 – W Warszawie odbył się pożegnalny koncert Fryderyka Chopina, który w listopadzie opuścił Polskę na zawsze.
- 1842 – W ramach reformy podziału administracyjnego Królestwa Polskiego obwody zastąpiono powiatami, a dotychczasowe powiaty okręgami sądowymi.
- 1851 – Cesarz Austrii Franciszek Józef I przybył do Krakowa.
- 1910 – Na Cmentarzu Łyczakowskim we Lwowie została pochowana Maria Konopnicka.
- 1917 – Otwarto Bibliotekę Miejską w Łodzi.
- 1918 – Polskie organizacje działające w Niemczech wydały wspólny komunikat opowiadający się jawnie za niepodległością Polski.
- 1919:
  - Otwarto Uniwersytet Wileński.
  - Założono Polski Związek Lekkiej Atletyki, pierwsze polskie stowarzyszenie sportowe.
- 1929:
  - Z Belgii do kraju sprowadzono prochy Joachima Lelewela.
  - Na łamach „Wilner Tog” miał miejsce wspólny debiut członków jidyszowej grupy artystycznej Jung Wilne w którym udział wzięli: Mosze Basin, Szlojme Belis, Szymszon Kahan, Mosze Lewin, Aaron Piudik, Elchanan Wogler i Lejzer Wolf[4].
- 1938 – Prezydent RP Ignacy Mościcki wydał dekret o ponownym zjednoczeniu Zaolzia z Polską.
- 1939:
  - Niemcy dokonali pierwszej masowej egzekucji w Forcie Krzesławice pod Krakowem.
  - Premier gen. dyw. Władysław Sikorski wydał w Paryżu rozkaz odtworzenia Polskiej Marynarki Wojennej.
  - Ukazało się pierwsze wydanie gadzinówki „Nowy Kurier Warszawski”.
- 1942 – Z lubartowskiego getta do obozów zagłady w Bełżcu, Sobiborze i na Majdanek Niemcy wywieźli ok. 3 tys. Żydów, a ok. 300–500 rozstrzelali na miejscowym kirkucie przy ulicy Cichej.
- 1943 – W obozie koncentracyjnym Auschwitz-Birkenau SS-man Wilhelm Claussen osobiście rozstrzelał 54 więźniów narodowości polskiej, podejrzanych o przynależność do obozowego ruchu oporu.
- 1952 – Założono Operetkę Śląską ze sceną w Gliwicach (filię Opery Śląskiej w Bytomiu), obecnie Teatr Miejski.
- 1957 – Skonstruowano pierwszy prototyp jednoosiowego ciągnika ogrodniczego Ursus C-308.
- 1966 – W Będzinie Zdzisław Marchwicki (tzw. „Wampir z Zagłębia”) zamordował 18-letnią bratanicę Edwarda Gierka Jolantę Gierek.
- 1976 – W Częstochowie oficjalnie otwarto drogę szybkiego ruchu Warszawa-Katowice (tzw. gierkówkę).
- 1990 – Powstała Unia Metropolii Polskich.
- 1991 – Premiera filmu sensacyjnego Kroll w reżyserii Władysława Pasikowskiego.
- 1994 – We Wrocławiu, podczas promocji swej książki, gen. Wojciech Jaruzelski został uderzony kamieniem w głowę przez działacza opozycji antykomunistycznej Stanisława Helskiego.
- 1996 – Premiera filmu sensacyjnego Wirus w reżyserii Jana Kidawy-Błońskiego.
- 1998 – Odbyły się wybory samorządowe.
- 2002:
  - W Bydgoszczy została oddana do użytku Hala sportowo-widowiskowa Łuczniczka.
  - Wmurowano kamień węgielny pod budowę Centrum Olimpijskiego w Warszawie.
- 2004:
  - Na antenie Polsatu ukazało się premierowe wydanie głównego serwisu informacyjnego Wydarzenia.
  - Rozpoczęła się prywatyzacja największego polskiego banku PKO BP.
- 2006 – W rozegranym na Stadionie Śląskim w Chorzowie meczu eliminacyjnym do piłkarskich Mistrzostw Europy Polska pokonała Portugalię 2:1.
- 2013 – Premiera filmu Chce się żyć w reżyserii Macieja Pieprzycy.
- 2014 – W rozegranym na Stadionie Narodowym w Warszawie meczu eliminacyjnym do piłkarskich Mistrzostw Europy Polska pokonała po raz pierwszy w historii Niemcy 2:0.
- 2015 – W rozegranym na Stadionie Narodowym w Warszawie meczu eliminacyjnym do piłkarskich Mistrzostw Europy Polska pokonała Irlandię 2:1 i awansowała do turnieju finałowego we Francji.

## Wydarzenia na świecie

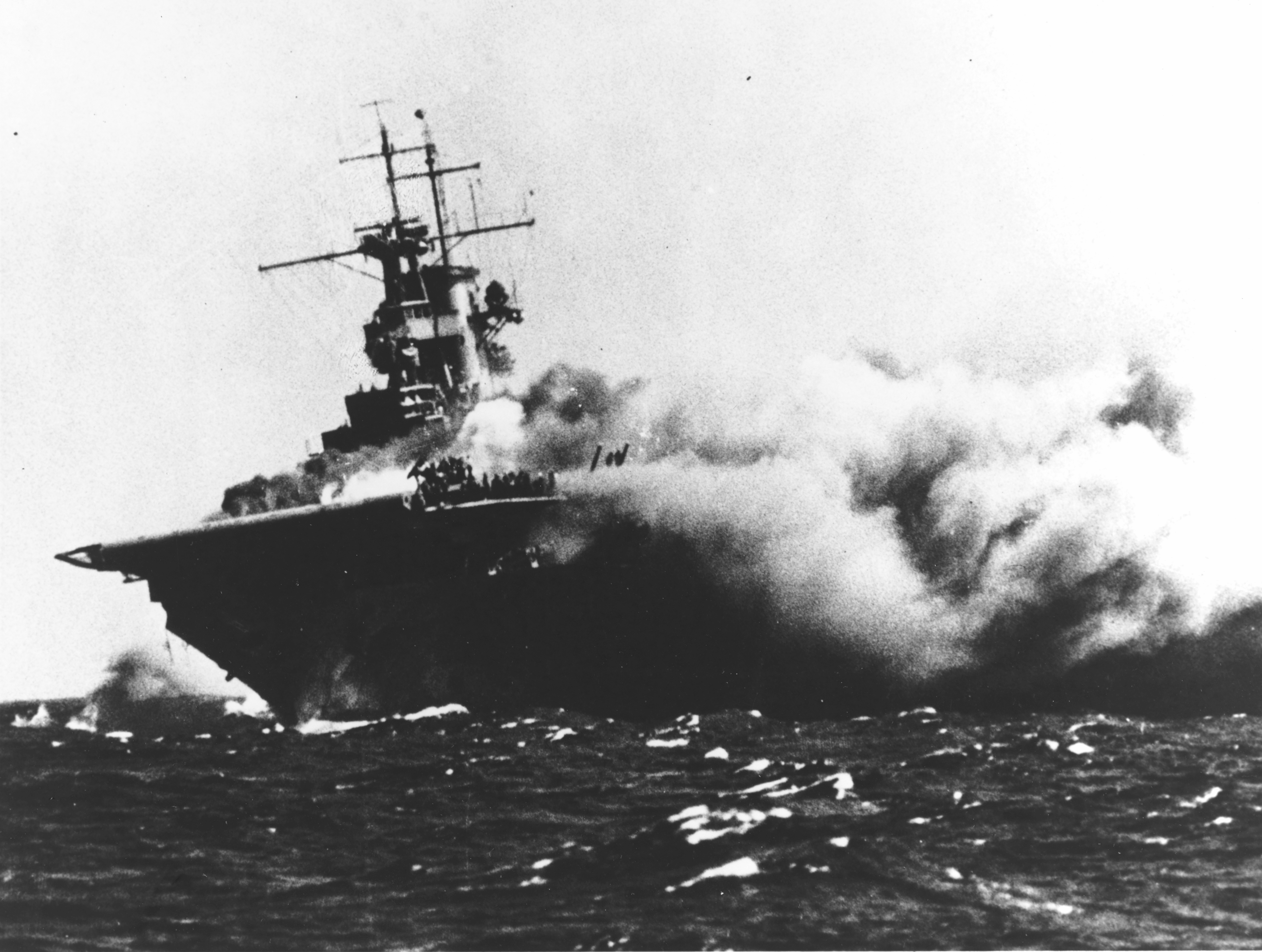
Walki o Guadalcanal – storpedowany lotniskowiec USS „Wasp” tuż przed zatonięciem

- 1138 – Około 230 tysięcy osób zginęło w trzęsieniu ziemi w syryjskim mieście Aleppo.
- 1365 – Krzyżowcy zdobyli Aleksandrię.
- 1505 – Senior Monako Jan II Grimaldi został zasztyletowany podczas kłótni przez swego młodszego brata Lucjana, który zajął jego miejsce.
- 1531 – II wojna kappelska w Szwajcarii: zwycięstwo wojsk katolickich nad protestanckimi w bitwie pod Kappel.
- 1573 – Wojna osiemdziesięcioletnia: zwycięstwo floty niderlandzkiej nad hiszpańską w zatoce Zuider Zee.
- 1582 – Ze względu na wprowadzenie kalendarza gregoriańskiego w dniu 4 października, dat od 5 października do 14 października nie było we Francji, Hiszpanii, Italii, Portugalii i Rzeczypospolitej Obojga Narodów.
- 1614 – Kupcy z Amsterdamu i Hoorn zawiązali Nową Niderlandzką Kompanię Handlową.
- 1617 – II wojna polsko-rosyjska: hetman polny litewski Jan Karol Chodkiewicz zdobył Dorogobuż koło Smoleńska.
- 1618 – II wojna polsko-rosyjska: nieudany nocny szturm na mury Moskwy przeprowadzony przez wojska królewicza Władysława.
- 1634 – Od 8 do 15 tys. osób zginęło na wybrzeżach Niemiec i Danii w powodzi wywołanej sztormem na Morzu Północnym.
- 1637 – Wojna osiemdziesięcioletnia: książę Fryderyk Henryk Orański odbił po oblężeniu zajmowaną przez Hiszpanów Bredę.
- 1643 – Angielska wojna domowa: zwycięstwo wojsk Parlamentu w bitwie pod Winceby.
- 1648 – Jerzy II Rakoczy został księciem Siedmiogrodu.
- 1649 – Kampania Cromwella w Irlandii: wojska angielskie zdobyły Wexford i dokonały masakry obrońców.
- 1702 – III wojna północna: Rosjanie przeprowadzili udany desant na szwedzką twierdzę w Noteburgu (późniejszy Szlisselburg), położoną na wyspie u wypływu Newy z Ładogi.
- 1721 – Józef I Jan został księciem Liechtensteinu.
- 1727 – Jerzy II Hanowerski został koronowany na króla Wielkiej Brytanii.
- 1742 – Założono miasto Melipilla w Chile.
- 1746 – Wojna o sukcesję austriacką: zwycięstwo wojsk francuskich nad austriacko-holendersko-brytyjsko-hanowerskimi w bitwie pod Roucoux.
- 1776 – Wojna o niepodległość Stanów Zjednoczonych: taktyczne zwycięstwo Brytyjczyków i strategiczne zwycięstwo Amerykanów w bitwie morskiej koło Valcour.
- 1786 – W pałacu carskim w Gatczynie odbyła się premiera opery Sokoł Dmytra Bortnianskiego.
- 1795 – Wprowadzono nowy podział administracyjny Paryża na 12 dzielnic.
- 1797 – I koalicja antyfrancuska: zwycięstwo floty brytyjskiej nad holenderską w bitwie pod Kamperduin.
- 1805 – III koalicja antyfrancuska: zwycięstwo wojsk francuskich nad austriackimi w bitwie pod Haslach-Jungingen.
- 1832 – Jean-de-Dieu Soult został premierem Francji.
- 1835 – W Imperium Rosyjskim wprowadzono nowy system miar.
- 1852 – Zainaugurował działalność Uniwersytet w Sydney, najstarsza uczelnia wyższa w Australii.
- 1864 – Campina Grande w Brazylii uzyskała prawa miejskie.
- 1865 – W mieście Morant Bay na Jamajce wybuchło powstanie niewolników.
- 1870 – Wojna francusko-pruska: kapitulacja Orleanu.
- 1872 – George Waterhouse został premierem Nowej Zelandii.
- 1885 – Francuski astronom Henri Perrotin odkrył planetoidę (252) Clementina.
- 1890 – João de Abreu został premierem Portugalii.
- 1891 – Austriacki astronom Johann Palisa odkrył planetoidę (320) Katharina.
- 1899 – Wybuchła II wojna burska.
- 1901 – Włoski astronom Luigi Carnera odkrył planetoidę (808) Merxia.
- 1904 – W Londynie otwarto stadion piłkarski Loftus Road, na którym mecze rozgrywa Queens Park Rangers F.C.
- 1905:
  - Po negocjacjach w Karlstad została wycofana sprzed norweskiego wybrzeża szwedzka flota wojenna, postawiona w stan alarmu w związku z planami Norwegii zerwania unii między oboma krajami.
  - W Nowym Jorku założono Institute of Musical Art (obecnie Juilliard School).
- 1906 – Niemiecki astronom August Kopff odkrył planetoidy: (613) Ginevra, (614) Pia i (615) Roswitha.
- 1912 – Johann Palisa odkrył planetoidę (734) Benda.
- 1913 – W Wiedniu odbyła się premiera operetki Idealna żona Ferenca Lehára.
- 1914 – I wojna światowa:
  - W Zatoce Fińskiej został zatopiony przez niemiecki okręt podwodny SM U-26 rosyjski krążownik pancerny „Pałłada” wraz z całą, 594-osobową załogą.
  - Zwycięstwem wojsk niemieckich nad francuskimi zakończyła się bitwa pod Flirey (19 września-11 października).
- 1917 – I wojna światowa: rozpoczęła się operacja operacja morsko-lądowa wojsk niemieckich połączona z desantem na estoński archipelag Wysp Moonsudzkich, wówczas należący do Imperium Rosyjskiego.
- 1918:
  - 116 osób zginęło w trzęsieniu ziemi na Portoryko.
  - Rada Białoruskiej Republiki Ludowej zatwierdziła tymczasową konstytucję.
  - Salote Tupou III została koronowana na królową Tonga.
- 1920 – Premiera szwedzkiego filmu niemego Mistrz Samuel w reżyserii Victora Sjöströma.
- 1922:
  - Na Litwie zakończyły się dwudniowe wybory do Sejmu I kadencji.
  - Zawarto rozejm w wojnie grecko-tureckiej.
- 1925:
  - Rosyjski astronom Siergiej Bielawski odkrył planetoidę (1062) Ljuba.
  - Ukończono budowę pałacu hospodarskiego w Jassach, znanego obecnie jako Pałac Kultury.
- 1926 – W Chicago został zastrzelony gangster polskiego pochodzenia Henryk Wojciechowski (ps. „Hymie Weiss”).
- 1929 – Émile Eddé został premierem Libanu pod panowaniem francuskim.
- 1931:
  - Rosyjski astronom Grigorij Nieujmin odkrył planetoidę (1309) Hyperborea.
  - W Niemczech utworzono antyrządowy front harzburski.
- 1942 – Wojna na Pacyfiku: w czasie walk o Guadalcanal (Wyspy Salomona) stoczono bitwę koło przylądka Ésperance.
- 1943 – Wojna na Pacyfiku: w Cieśninie La Pérouse’a został zatopiony przez Japończyków okręt podwodny USS „Wahoo” wraz z 80-osobową załogą.
- 1944:
  - Premiera amerykańskiego filmu kryminalnego Laura w reżyserii Otto Premingera.
  - Premiera amerykańskiego filmu wojennego Mieć i nie mieć w reżyserii Howarda Hawksa.
  - ZSRR dokonał aneksji azjatyckiej republiki Tannu-Tuwa.
- 1946 – Tage Erlander został premierem Szwecji.
- 1949 – Wilhelm Pieck został pierwszym prezydentem NRD.
- 1951 – Rozpoczęły się przesłuchania przed specjalną komisją śledczą Kongresu USA ds. zbadania zbrodni katyńskiej.
- 1952 – Dimitrios Kiousopoulos został premierem Grecji.
- 1954 – Việt Minh przejął kontrolę nad Wietnamem Północnym.
- 1961:
  - Premiera amerykańskiego filmu biblijnego Król królów w reżyserii Nicholasa Raya.
  - Wszystkich 290 mieszkańców wyspy Tristan da Cunha na południowym Atlantyku, ewakuowanych z powodu formowania się nowego wulkanu na sąsiednią, bezludną wysepkę Nightingale, zostało zabranych przez wezwany na pomoc holenderski statek MV „Tjisadane” do Kapsztadu.
- 1962 – Papież Jan XXIII otworzył II sobór watykański.
- 1966 – Papież Paweł VI erygował metropolię Brasílii.
- 1967 – Premiera francuskiej komedii filmowej Oskar w reżyserii Édouarda Molinaro.
- 1968 – W Panamie gen. Omar Torrijos obalił prezydenta Arnulfo Ariasa.
- 1969 – Seryjny morderca znany jako Zodiak popełnił w San Francisco swą ostatnią zbrodnię.
- 1970 – 12 francuskich komandosów zginęło w zasadzce rebeliantów na drodze między Bedo a Kirdimi w północnym Czadzie.
- 1971:
  - Jens Otto Krag został po raz drugi premierem Danii.
  - W USA ukazał się singiel Johna Lennona Imagine.
- 1972:
  - Chiny i RFN nawiązały stosunki dyplomatyczne.
  - Gabriel Ramanantsoa został prezydentem Madagaskaru.
- 1975:
  - Na antenie NBC ukazało się premierowe wydanie programu Saturday Night Live.
  - W Fayetteville w stanie Arkansas odbył się ślub Billa Clintona i Hillary Rodham.
  - Zwodowano lotniskowiec o napędzie atomowym USS „Dwight D. Eisenhower”.
- 1976:
  - Premiera 1. odcinka brazylijskiej telenoweli Niewolnica Isaura w reżyserii Hervala Rossano i Miltona Gonçalvesa.
  - Ukazał się album Arrival szwedzkiej grupy ABBA.
- 1977 – Prezydent Jemenu Północnego Ibrahim al-Hamdi został zamordowany przez saudyjskich agentów.
- 1978 – Aristides Royo został prezydentem Panamy.
- 1981 – Okręt podwodny USS „Silversides” przepłynął pod Biegunem Północnym.
- 1982 – Została wydobyta na powierzchnię zatopiona w 1545 roku karaka „Mary Rose”, flagowy okręt floty wojennej króla Anglii Henryka VIII Tudora.
- 1984 – 178 osób zginęło w katastrofie samolotu Tu-154B pod Omskiem.
- 1986 – W Reykjavíku spotkali się prezydent USA Ronald Reagan i przywódca ZSRR Michaił Gorbaczow.
- 1988 – Papież Jan Paweł II wygłosił przemówienie na forum Parlamentu Europejskiego w Strasburgu.
- 1991 – Jean-Jacques Honorat został premierem Haiti.
- 1992 – Postkomunista Ion Iliescu wygrał w II turze wybory prezydenckie w Rumunii.
- 1998 – Jan Paweł II kanonizował Edytę Stein.
- 1999 – RPA i Unia Europejska zawarły porozumienie w sprawie handlu, rozwoju i współpracy, zakładające utworzenie strefy wolnego handlu w ciągu 12 lat.
- 2002:
  - Były prezydent USA Jimmy Carter został laureatem Pokojowej Nagrody Nobla.
  - Lokendra Bahadur Chand został po raz czwarty premierem Nepalu.
  - W centrum handlowym w fińskim mieście Vantaa doszło do zamachu bombowego, w wyniku którego zginęło 7 osób (w tym zamachowiec, 19-letni student chemii), a 166 zostało rannych.
- 2004 – Paul Biya zwyciężył ponownie w wyborach prezydenckich w Kamerunie.
- 2006 – W katastrofie kolejowej we francuskiej miejscowości Zoufftgen zginęło 6 osób, a 20 zostało rannych.
- 2008 – W trzęsieniu ziemi w Czeczenii zginęło 13 osób, a 116 zostało rannych.
- 2009 – Papież Benedykt XVI kanonizował Zygmunta Szczęsnego Felińskiego.
- 2011:
  - Abd Allah an-Nusur został premierem Jordanii.
  - Była premier Ukrainy Julia Tymoszenko została uznana za winną strat przedsiębiorstwa Naftohaz Ukrainy i skazana na 7 lat więzienia.
- 2014 – Charles Michel został premierem Belgii.
- 2015:
  - Aleksandr Łukaszenka wygrał po raz piąty wybory prezydenckie na Białorusi.
  - Khadga Prasad Sharma Oli został premierem Nepalu.

## Eksploracja kosmosu
- 1958 – Rozpoczęła się zakończona niepowodzeniem misja amerykańskiej sondy księżycowej Pioneer 1.
- 1967 – Amerykańska sonda Lunar Orbiter 2 rozbiła się o powierzchnię Księżyca.
- 1968 – Program Apollo: rozpoczęła się załogowa misja kosmiczna Apollo 7.
- 1969 – Rozpoczęła się załogowa misja kosmiczna Sojuz 6.
- 1971 – Spłonęła w atmosferze radziecka stacja orbitalna Salut 1.
- 1977 – Zakończyła się przed czasem nieudana misja załogowa statku Sojuz 25 na stację orbitalną Salut 6, której węzeł cumowniczy uległ awarii.
- 1980 – Na Ziemię powrócili Leonid Popow i Walerij Riumin, ustanawiając rekord 185 dni spędzonych w kosmosie.
- 1984 – W ramach misji STS-41-G wahadłowca Challenger Kathryn Sullivan jako pierwsza Amerykanka odbyła spacer kosmiczny.
- 2000 – Rozpoczęła się misja STS-92 wahadłowca Discovery.
- 2018 – Z powodu awarii jednego z silników rakiety nośnej została przerwana misja statku Sojuz MS-10 na Międzynarodową Stację Kosmiczną (ISS). Kapsuła z dwoma kosmonautami wróciła na Ziemię po trajektorii balistycznej, przez co znajdujący się na pokładzie Rosjanin Aleksiej Owczinin i Amerykanin Nick Hague byli narażeni na duże przeciążenie i wysoką temperaturę.

## Urodzili się
- 1552 – Dymitr Iwanowicz, carewicz wszechruski (zm. 1553)
- 1585 – Johann Heermann, niemiecki poeta, prozaik, działacz reformacji (zm. 1647)
- 1629 – Armand Burbon-Conti, książę francuski (zm. 1666)
- 1658 – Christian Heinrich Postel, niemiecki poeta, librecista, prawnik (zm. 1705)
- 1661 – Melchior de Polignac, francuski kardynał, dyplomata (zm. 1742)
- 1671 – Fryderyk IV Oldenburg, król Danii i Norwegii (zm. 1730)
- 1675 – Samuel Clarke, angielski teolog, filozof, matematyk, fizyk (zm. 1729)
- 1728 – Karol Ernest Biron, książę kurlandzki, generał major armii rosyjskiej (zm. 1801)
- 1738:
  - Josep de Boltas, hiszpański katolicki, biskup Seo de Urgel i współksiążę episkopalny Andory (zm. 1795)
  - Arthur Phillip, brytyjski admirał, administrator kolonialny (zm. 1814)
- 1741 – James Barry, irlandzki malarz historyczny (zm. 1806)
- 1751 – Daniel Walewski, polski duchowny katolicki, kantor Krakowskiej Kapituły Katedralnej, prezydent Trybunału Głównego Koronnego (zm. 1820)
- 1753 – Fryderyk Oldenburg, książę duński i norweski (zm. 1805)
- 1755 – Fausto Elhuyar, hiszpański chemik (zm. 1833)
- 1758 – Heinrich Wilhelm Olbers, niemiecki astronom (zm. 1840)
- 1759 – Placido Maria Tadini, włoski duchowny katolicki, arcybiskup Genui, kardynał (zm. 1847)
- 1777 – Casimir Perier, francuski polityk, premier Francji (zm. 1832)
- 1778 – George Bridgetower, brytyjski skrzypek, kompozytor (zm. 1860)
- 1782:
  - Steen Steensen Blicher, duński poeta (zm. 1848)
  - Grigorij Rosen, rosyjski baron, generał pochodzenia niemieckiego (zm. 1841)
- 1783:
  - Franciszek Górski, polski generał brygady Wojsk Polskich Królestwa Kongresowego (zm. 1838)
  - Julius Klaproth, niemiecki etnograf, orientalista, podróżnik (zm. 1835)
- 1799 – Paula Montal, hiszpańska zakonnica, święta (zm. 1889)
- 1802 – August Kiss, niemiecki rzeźbiarz (zm. 1865)
- 1803 – Barend Cornelis Koekkoek, holenderski malarz (zm. 1862)
- 1804:
  - Napoleon Ludwik Bonaparte, wielki książę Bergu, król Holandii (zm. 1831)
  - Seweryn Mielżyński, polski szlachcic, polityk, powstaniec, malarz, kolekcjoner dzieł sztuki (zm. 1872)
- 1806 – Aleksander Karadziordziewić, książę Serbii (zm. 1885)
- 1809 – Philippe Viard, francuski duchowny katolicki, misjonarz, pierwszy biskup Wellington (zm. 1872)
- 1815:
  - Piotr Napoleon Bonaparte, francuski polityk (zm. 1881)
  - Maksymilian Jackowski, polski działacz społeczny i gospodarczy (zm. 1905)
- 1816 – Pedro Madrazo, hiszpański malarz, krytyk sztuki (zm. 1898)
- 1818 – Maria od Jezusa d’Oultremont, belgijska zakonnica, błogosławiona (zm. 1878)
- 1825 – Conrad Ferdinand Meyer, szwajcarski pisarz (zm. 1898)
- 1831 – Jan Nepomucen Zegrí Moreno, hiszpański duchowny katolicki, błogosławiony (zm. 1905)
- 1834 – Emilián Skramlík, czeski arystokrata, przedsiębiorca, polityk, burmistrz Pragi (zm. 1903)
- 1835 – Theodore Thomas, amerykański dyrygent, skrzypek (zm. 1905)
- 1839:
  - Jeanne Merkus, holenderska filantropka, działaczka społeczna, uczestniczka powstania w Hercegowinie (zm. 1897)
  - Nicolae Teclu, rumuński chemik (zm. 1916)
- 1840 – Adolf Bernhard Meyer, niemiecki zoolog, muzealnik pochodzenia żydowskiego (zm. 1911)
- 1844:
  - Henry John Heinz, amerykański przedsiębiorca, wynalazca pochodzenia niemieckiego (zm. 1919)
  - Ernst Salkowski, niemiecki biochemik, fizjolog, tajny radca medyczny (zm. 1923)
- 1845 – Gennaro Portanova, włoski duchowny katolicki, arcybiskup Reggio di Calabria, kardynał (zm. 1908)
- 1846 – Carlos Pellegrini, argentyński prawnik, polityk, wiceprezydent i prezydent Argentyny (zm. 1906)
- 1848 – Ādolfs Alunāns, łotewski dramaturg, aktor, reżyser (zm. 1912)
- 1849:
  - Władysław Niedźwiedzki, polski językoznawca, etnograf, leksykograf, pedagog (zm. 1930)
  - Alfred Wierusz-Kowalski, polski malarz, wykładowca akademicki (zm. 1915)
- 1854 – Adela Zamudio, boliwijska poetka, pisarka (zm. 1928)
- 1857 – Maksymilian Kantecki, polski historyk, pedagog, publicysta (zm. 1899)
- 1858 – Nils Kreuger, szwedzki malarz (zm. 1930)
- 1859 – Michael Fogarty, irlandzki duchowny katolicki, biskup Killaloe (zm. 1955)
- 1861:
  - Leopold Adametz, austriacki biolog, antropolog, wykładowca akademicki (zm. 1941)
  - John Bell Hatcher, amerykański paleontolog (zm. 1904)
- 1862 – Alf Wallander, szwedzki malarz (zm. 1914)
- 1863:
  - Louis Cyr, kanadyjski siłacz (zm. 1912)
  - Ludwika Godlewska, polska pisarka (zm. 1901)
- 1872 – Emily Davison, brytyjska sufrażystka (zm. 1913)
- 1873:
  - Joseph Irwin France, amerykański polityk, senator (zm. 1939)
  - Stanisław Nowodworski, polski prawnik, polityk, prezydent Warszawy (zm. 1931)
- 1876 – Paul Masson, francuski kolarz szosowy i torowy (zm. 1944)
- 1879 – Wacław Wojewódzki, polski inżynier, polityk, prezydent Łodzi (zm. 1939)
- 1881 – Hans Kelsen, austriacki prawnik, filozof prawa pochodzenia żydowskiego (zm. 1973)
- 1882 – Manfred Kridl, polski historyk literatury, slawista pochodzenia czeskiego (zm. 1957)
- 1884:
  - Friedrich Bergius, niemiecki chemik, laureat Nagrody Nobla (zm. 1949)
  - Eleanor Roosevelt, amerykańska pierwsza dama, działaczka na rzecz praw człowieka, publicystka (zm. 1962)
- 1885:
  - François Mauriac, francuski pisarz, laureat Nagrody Nobla (zm. 1970)
  - Jerzy Nadolski, polski oficer lekarz, kawaler Orderu Virtuti Militari (zm. 1940)
  - Václav Vrbata, czeski narciarz, członek Sokoła (zm. 1913)
- 1886 – Leon Grochowski, polski biskup i ordynariusz diecezji polskiej Polskiego Narodowego Kościoła Katolickiego, pierwszy biskup w USA i Kanadzie (zm. 1969)
- 1887:
  - Pierre Jean Jouve, francuski prozaik, poeta, krytyk literacki (zm. 1976)
  - Myrosław Siczynski, ukraiński zamachowiec (zm. 1979)
  - Stefán Sigurðsson, islandzki poeta (zm. 1933)
- 1888:
  - Cliff Manahan, kanadyjski curler (zm. 1970)
  - Heinrich Prell, niemiecki zoolog, entomolog, wykładowca akademicki (zm. 1962)
- 1889:
  - Gustaw Potworowski, polski dyplomata (zm. 1951)
  - Jan Rój, polski oficer, kawaler Orderu Virtuti Militari (zm. 1959)
  - Imre Schlosser, węgierski piłkarz, trener (zm. 1959)
  - Maksymilian Statkiewicz, polski tancerz, choreograf, reżyser operowy (zm. 1976)
- 1890:
  - Wincenty Chorembalski, polski rzeźbiarz, malarz (zm. 1960)
  - Rudolf Komorek, polski prezbiter, salezjanin, misjonarz, czcigodny Sługa Boży (zm. 1949)
- 1891:
  - Kim Seong-su, południowokoreański nauczyciel, działacz niepodległościowy, polityk (zm. 1955)
  - Hans Liesche, niemiecki lekkoatleta, skoczek wzwyż (zm. 1979)
- 1892 – Luigi Maiocco, włoski gimnastyk (zm. 1965)
- 1894:
  - Luis Ángel Firpo, argentyński bokser (zm. 1960)
  - Bohdan Podoski, polski prawnik, polityk, poseł i wicemarszałek Sejmu RP (zm. 1986)
- 1895:
  - Jakov Gotovac, chorwacki kompozytor, dyrygent (zm. 1982)
  - Wolfram von Richthofen, niemiecki feldmarszałek lotnictwa (zm. 1945)
  - Stanisław Tołwiński, polski polityk, prezydent Warszawy (zm. 1969)
- 1896:
  - Cesare Andrea Bixio, włoski kompozytor (zm. 1978)
  - Antonio Cortella, argentyński piłkarz (zm. 1962)
  - Stefan Pawlikowski, polski pułkownik pilot (zm. 1943)
- 1897:
  - Tadeusz de Thun, polski ziemianin, działacz społeczny, polityk, poseł na Sejm RP (zm. 1974)
  - Nathan Twining, amerykański generał (zm. 1982)
- 1898 – Osny, brazylijski piłkarz (zm. 1971)
- 1899 – Maria Ritter, polska malarka, rzeźbiarka (zm. 1976)
- 1900:
  - Tadeusz Bocheński, polski spiker radiowy, konferansjer (zm. 1968)
  - Jadwiga Chojnacka, polska aktorka (zm. 1992)
  - Raoul Got, francuski rugbysta (zm. 1955)
  - Hans Christian Sørensen, duński gimnastyk (zm. 1984)
- 1901:
  - Maria Kowalewska, polska autorka literatury dziecięcej i młodzieżowej (zm. 1991)
  - Tadeusz Procner, polski pułkownik dyplomowany artylerii (zm. 1940)
  - Gérard Romsée, flamandzki działacz nacjonalistyczny, kolaborant (zm. 1975)
- 1902:
  - Jicchak Jicchaki, izraelski prawnik, polityk (zm. 1955)
  - Alexander Mach, słowacki polityk (zm. 1980)
  - Władimir Miasiszczew, radziecki konstruktor lotniczy (zm. 1978)
  - Janusz Sobański, polski okulista, wykładowca akademicki (zm. 1986)
  - Masanobu Tsuji, japoński dowódca wojskowy, zbrodniarz wojenny (zm. 1961)
- 1903:
  - Henryk Greniewski, polski matematyk, logik, informatyk, wykładowca akademicki (zm. 1972)
  - Kazimierz Kordylewski, polski astronom (zm. 1981)
  - Hans Söhnker, niemiecki aktor (zm. 1981)
  - Karl Streibel, niemiecki funkcjonariusz i zbrodniarz nazistowski (zm. 1986)
  - Wacław Walicki, polski porucznik, żołnierz AK (zm. 1949)
- 1904 – Tita Merello, argentyńska aktorka, piosenkarka, tancerka (zm. 2002)
- 1905:
  - Leo Alexander, austriacko-amerykański psychiatra, neurolog pochodzenia żydowskiego (zm. 1985)
  - Jadwiga Chojnacka, polska aktorka (zm. 1992)
  - Piotr Łaguna, polski podpułkownik pilot (zm. 1941)
  - Fred Trump, amerykański przedsiębiorca, filantrop pochodzenia niemieckiego, ojciec Donalda (zm. 1999)
  - Jean-Marie Villot, francuski kardynał (zm. 1979)
- 1907 – Tadeusz Woźniak, polski aktor (zm. 1973)
- 1908 – Karol Gąsienica Szostak, polski biegacz narciarski, kombinator norweski (zm. 1996)
- 1909:
  - John Astley, walijski piłkarz, trener (zm. 1989)
  - Pierre George, francuski geograf (zm. 2006)
  - Charles Rampelberg, francuski kolarz torowy (zm. 1982)
- 1910 – Joseph Alsop, amerykański dziennikarz, publicysta (zm. 1989)
- 1911:
  - Michał Borwicz, polski prozaik, poeta, publicysta pochodzenia żydowskiego (zm. 1987)
  - Juan Carlos Zabala, argentyński lekkoatleta, długodystansowiec i maratończyk (zm. 1983)
- 1912 – Mieczysław Mazurek, polski żołnierz AK, działacz kombatancki (zm. 2000)
- 1913 – Zbyszko Bednorz, polski prozaik, poeta, historyk literatury (zm. 2010)
- 1914:
  - Reuben Fine, amerykański szachista (zm. 1993)
  - Krystyna Marek, polska profesor prawa międzynarodowego (zm. 1993)
  - Tore Rydman, szwedzki curler (zm. 2003)
- 1916:
  - Antoni Heda, polski generał brygady, dowódca oddziałów partyzanckich ZWZ i AK oraz powojennych formacji niepodległościowych ROAK, DSZ i NIE (zm. 2008)
  - Julian Kawalec, polski poeta, prozaik, publicysta (zm. 2014)
  - Roman Morawski, polski podporucznik, uczestnik powstania warszawskiego (zm. 1944)
- 1917 – Verné Lesche, fińska łyżwiarka szybka (zm. 2002)
- 1918 – Jerome Robbins, amerykański choreograf, reżyser filmowy (zm. 1998)
- 1919:
  - Art Blakey, amerykański perkusista jazzowy (zm. 1990)
  - Adam Konieczko, polski malarz (zm. 2006)
  - Zofia Maria Sapieha-Kodeńska, polska szlachcianka, księżna (zm. 1997)
- 1920:
  - Edward Brzozowski, polski piłkarz, trener (zm. 1983)
  - Antoni Daniel, polski polityk, poseł na Sejm PRL (zm. 1974)
  - James Hickey, amerykański duchowny katolicki, arcybiskup Waszyngtonu, kardynał (zm. 2004)
- 1921:
  - Ferdynand Łukaszek, polski polityk, poseł na Sejm PRL (zm. 2017)
  - Ryszard Nazarewicz, polski historyk, podpułkownik MO (zm. 2008)
- 1922:
  - Józef Marek, polski rzeźbiarz, malarz, poeta (zm. 2020)
  - Stefan Moysa-Rosochacki, polski duchowny katolicki, pisarz, tłumacz (zm. 2007)
- 1923:
  - Tadeusz Kubiak, polski skrzypek (zm. 2018)
  - Jan Kanty Steczkowski, polski ekonomista, wykładowca akademicki (zm. 2016)
  - Aleksandr Suchariew, radziecki prawnik, prokurator generalny (zm. 2021)
- 1924:
  - Jadwiga Kucianka, polska językoznawczyni (zm. 1970)
  - Jan Słomski, polski lekarz, polityk, poseł na Sejm PRL (zm. 2014)
  - Mal Whitfield, amerykański lekkoatleta, sprinter i średniodystansowiec (zm. 2015)
- 1925 – Elmore Leonard, amerykański pisarz, scenarzysta filmowy (zm. 2013)
- 1926:
  - Earle Hyman, amerykański aktor (zm. 2017)
  - Tadeusz Opolski, polski ekonomista, polityk, minister budownictwa i przemysłu materiałów budowlanych
  - Dennis Shepherd, południowoafrykański bokser (zm. 2006)
  - Shin Sang-ok, południowokoreański reżyser filmowy (zm. 2006)
  - Thích Nhất Hạnh, wietnamski mnich buddyjski, mistrz zen, poeta, aktywista ruchów pokojowych (zm. 2022)
- 1927:
  - Bohdan Bojczuk, ukraiński poeta, prozaik, tłumacz, krytyk literacki (zm. 2017)
  - Ludwik Dutkowski, polski wiceadmirał (zm. 2015)
  - Bolesław Karpiel-Bułecka, polski artysta i muzyk ludowy (zm. 2017)
  - Józefina Charlotta Koburg, wielka księżna Luksemburga (zm. 2005)
  - Peggy Parnass, niemiecka aktorka (zm. 2025)
  - William Perry, amerykański polityk
  - James Prior, brytyjski polityk (zm. 2016)
- 1928:
  - Joseph Duval, francuski duchowny katolicki, arcybiskup Rouen (zm. 2009)
  - Constant Huysmans, belgijski piłkarz (zm. 2016)
  - Alfonso de Portago, hiszpański kierowca wyścigowy (zm. 1957)
  - Alfred Smoczyk, polski żużlowiec (zm. 1950)
- 1929 – Leszek Kudłacik, polski bokser, trener (zm. 1993)
- 1930:
  - A.Q.M. Badruddoza Chowdhury, bengalski lekarz, polityk, minister spraw zagranicznych, prezydent Bangladeszu (zm. 2024)
  - Georges El-Murr, libański duchowny katolicki, arcybiskup Petry i Filadelfii (zm. 2017)
  - Harry Glaß, niemiecki skoczek narciarski (zm. 1997)
  - Sam Johnson, amerykański polityk (zm. 2020)
  - Ronnie Simpson, szkocki piłkarz, bramkarz (zm. 2004)
- 1931:
  - Adam Butler, brytyjski polityk (zm. 2008)
  - Tadeusz Rut, polski lekkoatleta, młociarz (zm. 2002)
  - Włodzimierz Seweryński, polski generał brygady (zm. 2001)
- 1932:
  - Dana Scott, amerykański informatyk, logik, filozof
  - Richard Lugner, austriacki przedsiębiorca, polityk (zm. 2024)
  - Bolesław Woźniak, polski aktor, muzyk (zm. 1982)
- 1933 – Jarosław Czarnobaj, polski dziennikarz radiowy (zm. 2009)
- 1934:
  - Anatolij Adamiszyn, rosyjski dyplomata, polityk, ambasador, minister ds. WNP (zm. 2025)
  - Kazimierz Bryniarski, polski hokeista (zm. 2011)
  - Honorat Gil, polski karmelita bosy, historyk Kościoła (zm. 2015)
  - Luis Héctor Villalba, argentyński duchowny katolicki, arcybiskup Tucumán, kardynał
  - Paul Vollmar, niemiecki duchowny katolicki, marianista, biskup pomocniczy Chur (zm. 2021)
- 1935:
  - Bronisław Gosztyła, polski hokeista (zm. 1991)
  - Simon Stock Palathara, indyjski duchowny syromalabarski, biskup Jagdalpuru (zm. 2022)
- 1936:
  - Józef Cinal, polski rolnik, spółdzielca, polityk, poseł na Sejm RP (zm. 2020)
  - Jean-Maurice Dehousse, belgijski prawnik, polityk, eurodeputowany (zm. 2023)
  - Charles Gordon Fullerton, amerykański pilot wojskowy, astronauta (zm. 2013)
  - Alberto Vázquez-Figueroa, hiszpański pisarz
- 1937:
  - Bobby Charlton, angielski piłkarz (zm. 2023)
  - Ron Leibman, amerykański aktor (zm. 2019)
- 1938:
  - Darrall Imhoff, amerykański koszykarz (zm. 2017)
  - Ivan M. Havel, czeski informatyk, kognitywista, filozof (zm. 2021)
  - Andrzej Kałas, polski koszykarz
  - Edward Nieznański, polski logik, filozof, profesor nauk humanistycznych (zm. 2024)
- 1939:
  - Maria Bueno, brazylijska tenisistka (zm. 2018)
  - Bernd Cullmann, niemiecki lekkoatleta, sprinter (zm. 2025)
  - Austin Currie, irlandzki nauczyciel, polityk (zm. 2021)
  - Joanna Duda-Gwiazda, polska inżynier okrętowiec, publicystka, działaczka opozycji antykomunistycznej
  - Zenon Grocholewski, polski duchowny katolicki, sekretarz i prefekt Najwyższego Trybunału Sygnatury Apostolskiej, kardynał (zm. 2020)
  - Khin Nyunt, birmański generał, polityk, premier Birmy
  - Wojciech Wiesiołłowski, polski tancerz baletowy, choreograf (zm. 1995)
  - Janusz Termer, polski literat, krytyk literacki, dziennikarz
- 1940:
  - Zbigniew Batko, polski tłumacz, pisarz, scenarzysta (zm. 2007)
  - Christoph Blocher, szwajcarski przemysłowiec, polityk
  - Emil Polit, polski malarz (zm. 2024)
  - Plácido Rodríguez, amerykański duchowny katolicki pochodzenia meksykańskiego, biskup Lubbock
  - Jean-Claude Schindelholz, szwajcarski piłkarz
- 1941:
  - Lester Bowie, amerykański trębacz jazzowy (zm. 1999)
  - Andrzej Matczewski, polski ekonomista, wykładowca akademicki
  - Marius Peiris, lankijski duchowny katolicki, biskup pomocniczy Kolombo (zm. 2024)
  - Desmond Piper, australijski hokeista na trawie
  - Ladislav Šedivý, słowacki taternik, alpinista, przewodnik tatrzański, ratownik górski
  - Charles Shyer, amerykański reżyser, scenarzysta i producent filmowy (zm. 2024)
  - Jan Świrepo, polski przedsiębiorca, polityk, poseł na Sejm RP
- 1942:
  - Amitabh Bachchan, indyjski aktor
  - Jerzy Czajka, polski hokeista na trawie, trener
- 1943:
  - Jan Kurowicki, polski filozof, krytyk literacki, poeta, eseista, prozaik (zm. 2017)
  - Harlan Marbley, amerykański bokser (zm. 2008)
  - John Nettles, brytyjski aktor
- 1944:
  - Jonas Boruta, litewski duchowny katolicki, biskup pomocniczy wileński, biskup diecezjalny telszański (zm. 2022)
  - Gerard Czajkowski, polski fizyk, wykładowca akademicki
  - Joan Gaspart, kataloński działacz piłkarski
  - Jacek Jerz, polski działacz opozycji antykomunistycznej (zm. 1983)
  - Younan Nowzaradan, amerykański chirurg, osobowość telewizyjna, mówca motywacyjny pochodzenia irańskiego
  - Javier Sáenz de Cosculluela, hiszpański prawnik, polityk
- 1945:
  - Lee Davis, amerykański koszykarz
  - Bernard Szczepański, polski zapaśnik (zm. 2018)
- 1946:
  - Daryl Hall, amerykański wokalista, klawiszowiec, gitarzysta, autor tekstów, producent muzyczny
  - Sawao Katō, japoński gimnastyk
  - Lee Hoe-taik, południowokoreański piłkarz, trener
  - Kenny Cooper Sr., angielski piłkarz, trener
- 1947:
  - Jędrzej Czajkowski, polski admirał
  - Giorgio Morini, włoski piłkarz, trener
  - Lukas Papadimos, grecki ekonomista, polityk, premier Grecji
  - Alan Pascoe, brytyjski lekkoatleta, sprinter
  - Salvatore Tatarella, włoski prawnik, polityk (zm. 2017)
- 1948:
  - Ninetto Davoli, włoski aktor
  - Yasin Özdenak, turecki piłkarz, bramkarz, trener
  - Margarita Penón, kostarykańska polityk
  - Elias Skaff, libański polityk (zm. 2015)
  - Peter Turkson, ghański duchowny katolicki, arcybiskup Cape Coast, kardynał
- 1949:
  - Christine Bell, brytyjska lekkoatletka, płotkarka
  - Armando Dionisi, włoski polityk
  - Barbara Fedyszak-Radziejowska, polska socjolog, etnograf
- 1950:
  - Al Anderson, amerykański gitarzysta, członek zespołów: Bob Marley & The Wailers, Word, Sound & Power, The Wailers Band i The Original Wailers
  - Mady Delvaux-Stehres, luksemburska polityk
  - Amos Gitaj, izraelski reżyser filmowy
  - Jerzy Illg, polski filolog, publicysta, krytyk literacki, wydawca, nauczyciel akademicki
  - Patty Murray, amerykańska polityk, senator
  - Sławomir Siwek, polski dziennikarz, publicysta, polityk, poseł na Sejm RP
- 1951:
  - Stanisław Bisztyga, polski ekonomista, polityk, senator RP
  - Antonio Fosson, włoski samorządowiec, polityk
  - Jean-Jacques Goldman, francuski piosenkarz, gitarzysta, autor tekstów
  - Vladimir Kasaj, albański reżyser i scenarzysta filmowy (zm. 2021)
  - Marek Ojrzanowski, polski generał brygady
  - Louise Rennison, brytyjska pisarka (zm. 2016)
  - Janina Stępińska, polska kardiolog, profesor nauk medycznych
- 1952:
  - Ja’ir Lewi, izraelski rabin, polityk
  - João Francisco Salm, brazylijski duchowny katolicki, biskup Tubarão
  - Bogusława Tomasiak, polska wioślarka, trenerka
- 1953:
  - Zef Bushati, albański aktor, polityk, dyplomata
  - David Morse, amerykański aktor
  - Bill Randolph, amerykański aktor
- 1954:
  - Sascha Hehn, niemiecki aktor
  - Vojislav Šešelj, serbski polityk nacjonalistyczny
  - Danny Sugerman, amerykański menedżer muzyczny (zm. 2005)
- 1955:
  - Ionel Augustin, rumuński piłkarz, trener
  - Hans-Peter Briegel, niemiecki piłkarz, trener
  - Luis Cabrera Herrera, ekwadorski duchowny katolicki, arcybiskup metropolita Cuenca i Guayaquil
  - Stefan Lippe, niemiecki ekonomista, menedżer (zm. 2020)
  - Norm Nixon, amerykański koszykarz
  - Matteo Maria Zuppi, włoski duchowny katolicki, biskup pomocniczy diecezja rzymski, arcybiskup metropolita Bolonii, kardynał
- 1956:
  - Nicanor Duarte Frutos, paragwajski polityk, prezydent Paragwaju
  - Piotr Niedźwiecki, polski samorządowiec, prezydent Zduńskiej Woli
  - Derek Ringer, brytyjski pilot rajdowy
  - Adam Ziemiński, polski mechanik, polityk, poseł na Sejm RP
- 1957:
  - Dawn French, brytyjska aktorka komediowa
  - Eric Keenleyside, kanadyjski aktor
  - Bogusław Oblewski, polski piłkarz, trener
  - Paul Sereno, amerykański paleontolog
- 1958:
  - Rossella Galbiati, włoska kolarka torowa i szosowa
  - Hanna Kinder-Kiss, polska aktorka dubbingowa
  - Gilles Lebreton, francuski prawnik, polityk
- 1959:
  - Wayne Gardner, australijski motocyklista i kierowca wyścigowy
  - Bob Inglis, amerykański polityk
  - Krzysztof Lipiec, polski nauczyciel, polityk, senator i poseł na Sejm RP
  - Michiel Schapers, holenderski tenisista
- 1960:
  - Nicola Bryant, brytyjska aktorka
  - Andrzej Malina, polski zapaśnik, trener
  - Aleksandr Panfiłow, radziecki kolarz torowy
  - Gábor Pölöskei, węgierski piłkarz, trener
  - Mirosław Wędrychowicz, polski nauczyciel, samorządowiec, burmistrz Biecza
- 1961:
  - Hany Abu-Assad, palestyński reżyser, scenarzysta i producent filmowy
  - Amr Diab, egipski piosenkarz, muzyk
  - Gilda, argentyńska piosenkarka (zm. 1996)
  - Piotr Gutowski, polski filozof, historyk filozofii, profesor nauk humanistycznych
- 1962:
  - Andrzej Błasik, polski generał pilot, dowódca Sił Powietrznych RP (zm. 2010)
  - Krzysztof Błażejczyk, polski dziennikarz, polityk, poseł na Sejm RP
  - Joan Cusack, amerykańska aktorka
  - Maciej Sieńkowski, polski artysta współczesny, malarz, pedagog (zm. 2014)
- 1963:
  - Jelena Bielewska, białoruska lekkoatletka, skoczkini w dal
  - Katarzyna Chrzanowska, polska aktorka
  - Fajsal ibn al-Husajn, jordański książę
  - Roni Rosenthal, izraelski piłkarz
  - Jordi Villacampa, hiszpański koszykarz
- 1964:
  - Uwe Ampler, niemiecki kolarz szosowy
  - Amadou Pathé Diallo, malijski piłkarz, trener
  - Marek Domaracki, polski przedsiębiorca, polityk, poseł na Sejm RP (zm. 2019)
  - Janusz Kaleta, polski duchowny katolicki, biskup Karagandy w Kazachstanie
  - Wiam Wahhab, libański dziennikarz, polityk
  - James Sean Wall, amerykański duchowny katolicki, biskup Gallup
  - Jakub Wygnański, polski socjolog, działacz organizacji pozarządowych
- 1965:
  - Jelena Czebukina, rosyjska siatkarka
  - Sean Patrick Flanery, amerykański aktor
  - Orlando Hernández, kubański baseballista
  - Julianne McNamara, amerykańska gimnastyczka
  - Thure Riefenstein, niemiecki aktor, scenarzysta, reżyser i filmowy, teatralny i telewizyjny
  - Rikishi, amerykański wrestler pochodzenia samoańskiego
  - Dariusz Starczewski, polski aktor
  - Henriëtte Weersing, holenderska siatkarka
  - Nicola Zingaretti, włoski polityk, prezydent Lacjum
- 1966:
  - Fehaid Aldeehani, kuwejcki strzelec sportowy
  - Ian Freeman, brytyjski zawodnik MMA
  - Waldemar Kuleczka, polski gitarzysta basowy, członek zespołów: Papa Dance i Oddział Zamknięty
  - Luke Perry, amerykański aktor (zm. 2019)
  - Bolesław Śliwicki, polski poeta, prozaik, dziennikarz
  - Regina Stiefl, niemiecka kolarka górska
- 1967:
  - Danny Maddix, jamajski piłkarz, trener
  - Tazz, amerykański wrestler
  - Dušan Uhrin (junior), czeski piłkarz, trener
- 1968:
  - Jane Krakowski, amerykańska aktorka pochodzenia polskiego
  - Łukasz Jęczmionek, polski inżynier chemik
  - Lee Bong-ju, południowokoreański lekkoatleta, długodystansowiec
  - Roman (Łukin), rosyjski biskup prawosławny
  - Chandrachur Singh, indyjski aktor
  - Halla Tómasdóttir, islandzka menedżerka, polityk, prezydent Islandii
- 1969:
  - Karim Bakhti, algierski piłkarz
  - Martin Hašek, czeski piłkarz, trener
  - Konstantyn, holenderski książę
  - Grzegorz Lewandowski, polski reżyser i scenarzysta filmowy
  - Jacek Łągwa, polski muzyk, kompozytor, członek zespołu Ich Troje
  - Ferenc Orosz, węgierski piłkarz, trener
  - Stephen Moyer, brytyjski aktor, reżyser i producent teatralny, telewizyjny i filmowy
  - Tetiana Tereszczuk-Antipowa, ukraińska lekkoatletka, płotkarka
  - Damian Wilson, brytyjski wokalista, członek zespołów: Threshold, Maiden UniteD, Star One, Headspace i Landmarq
- 1970:
  - Katherina Kubenk, kanadyjska narciarka dowolna
  - MC Lyte, amerykańska raperka
  - Pasquale Rocco, włoski piłkarz
  - Régis Rothenbühler, szwajcarski piłkarz
  - Constance Zimmer, amerykańska aktorka
- 1971:
  - Frank Bayard, niemiecki duchowny katolicki, wielki mistrz i opat zakonu krzyżackiego
  - Justin Lin, amerykańsko-tajwański reżyser, scenarzysta i producent filmowy
  - Aleksandr Pomazun, rosyjsko-ukraiński piłkarz, bramkarz, trener
  - Maher Ridane, tunezyjski lekkoatleta, oszczepnik
- 1972:
  - Cléber Eduardo Arado, brazylijski piłkarz (zm. 2021)
  - Warazdat Awetisjan, ormiański piłkarz, trener
  - Claudia Black, australijska aktorka
  - Przemysław Czyż, polski urzędnik, dyplomata
  - Isis Gee, amerykańska piosenkarka, kompozytorka, autorka tekstów
  - Romeo Jozak, chorwacki piłkarz, trener
  - Jacek Roszyk, polski przedsiębiorca
  - Marian Savu, rumuński piłkarz
  - Mykoła Zujenko, ukraiński piłkarz
- 1973:
  - Anna Bartczak, polska ekonomistka
  - Tomasz Jachimek, polski artysta kabaretowy, konferansjer
  - Niki Ksantu, grecka lekkoatletka, skoczkini w dal
  - Steven Pressley, szkocki piłkarz
  - Mike Smith, amerykański gitarzysta
- 1974:
  - Jason Arnott, kanadyjski hokeista
  - Terje Håkonsen, norweski snowboardzista
  - Ihor Kril, ukraiński piłkarz
  - Jerzy Michalak, polski prawnik, samorządowiec, wicemarszałek województwa dolnośląskiego
  - Valerie Niehaus, niemiecka aktorka
  - Serhij Priadun, ukraiński zapaśnik
- 1975:
  - Zachary Conrad, amerykański kolarz torowy i szosowy
  - Marek Kulič, czeski piłkarz
  - Lee Sang-hun, południowokoreański piłkarz, trener
- 1976:
  - Emily Deschanel, amerykańska aktorka
  - Jessica Day George, amerykańska autorka literatury dziecięcej i młodzieżowej
  - Elisabeth Tadich, australijska kolarska szosowa
- 1977:
  - Matt Bomer, amerykański aktor, producent filmowy
  - Robert Gmitruczuk, polski prawnik, polityk, wicewojewoda lubelski
  - Marcus Goree, amerykański koszykarz
  - Jérémie Janot, francuski piłkarz, bramkarz
  - Dariusz Kubisztal, polski piłkarz ręczny
  - Alicia Warlick, amerykańska lekkoatletka, tyczkarka
- 1978:
  - Trevor Donovan, amerykański aktor, model
  - Reinfried Herbst, austriacki narciarz alpejski
  - Kali, angolski piłkarz
  - Katarzyna Kępka, polska prawniczka, urzędnik państwowy
  - Sascha Reinelt, niemiecki hokeista na trawie
- 1979:
  - Sergio Álvarez Boulet, kubański sztangista
  - Bae Doona, południowokoreańska piosenkarka, aktorka
  - Matt Felker, amerykański aktor, scenarzysta, model
  - Kim Yong-dae, południowokoreański piłkarz, bramkarz
  - Mickaël Pascal, francuski kolarz górski
  - Gabe Saporta, amerykański basista, wokalista, lider zespołu Cobra Starship
  - Żaneta Skowrońska, polska jeźczyni sportowa
- 1980:
  - Eugen Bakumovski, niemiecki siatkarz pochodzenia ukraińskiego
  - Serge Branco, kameruński piłkarz
  - Colleen Lee, hongkońska pianistka
  - Julie McNiven, amerykańska aktorka
  - Nyron Nosworthy, jamajski piłkarz
  - Robert Christopher Riley, amerykański aktor
- 1981:
  - Cristian Dumitru Crișan, rumuński duchowny katolicki rytu bizantyjskiego, wizytator apostolski dla wiernych Rumuńskiego Kościoła Greckokatolickiego w Europie Zachodniej
  - Adrián Jaoude, brazylijski zapaśnik pochodzenia libańskiego
  - Dariusz Kłus, polski piłkarz
  - Sam Ricketts, walijski piłkarz
- 1982:
  - Gérald Darmanin, francuski prawnik, samorządowiec, polityk
  - Jenny Keni, lekkoatletka z Wysp Salomona, sprinterka
  - Martin Kryštof, czeski siatkarz
  - Caroline Lind, amerykańska wioślarka
  - Martina Müller, niemiecka tenisistka
  - Mauricio Victorino, urugwajski piłkarz
  - Matthias Witthaus, niemiecki hokeista na trawie
  - Shinsuke Yamanaka, japoński bokser
- 1983:
  - Ricardo Córdoba, panamski bokser
  - Petr Dvořák, czeski hokeista
  - Dienis Griebieszkow, rosyjski hokeista
  - Bradley James, brytyjski aktor
  - Ľubomíra Kurhajcová, słowacka tenisistka
  - Rusłan Ponomariow, ukraiński szachista
  - Andressa Urach, brazylijska modelka
- 1984:
  - Sandra Piršić, słoweńska koszykarka
  - Bartłomiej Bonk, polski sztangista
  - Darrel Brown, trynidadzko-tobagijski lekkoatleta, sprinter
  - Jeronimas Milius, litewski piosenkarz
  - Morten Olsen, duński piłkarz ręczny
  - Aleksandr Smirnow, rosyjski łyżwiarz figurowy
  - Jane Zhang, chińska piosenkarka
- 1985:
  - Margaret Berger, norweska piosenkarka, autorka tekstów
  - Nesta Carter, jamajski lekkoatleta, sprinter
  - Gabriella Fagundez, szwedzka pływaczka
  - Álvaro Fernández, urugwajski piłkarz
  - Annette Gerritsen, holenderska łyżwiarka szybka
  - Michelle Trachtenberg, amerykańska aktorka (zm. 2025)
  - Wang Mingjuan, chińska sztangistka
- 1986:
  - Jurij Dud´, rosyjski dziennikarz sportowy
  - Adnan Kešmer, bośniacki siatkarz, paraolimpijczyk
  - David Silva, kabowerdeński piłkarz
  - Stojan Vranješ, bośniacki piłkarz
- 1987:
  - Mike Conley, amerykański koszykarz
  - Urszula Dębska, polska aktorka
  - Ariella Kaeslin, szwajcarska gimnastyczka
  - Pablo Mouche, argentyński piłkarz pochodzenia francuskiego
  - Xie Shishi, chińska judoczka
  - Chelsea Valois, kanadyjska bobsleistka
  - Yu Delu, chiński snookerzysta
- 1988:
  - Ade Alleyne-Forte, trynidadzkio-tobagijski lekkoatleta, sprinter
  - Aleksandra Chmielewska, polska pięcioboistka nowoczesna
  - Séamus Coleman, irlandzki piłkarz
  - Mekonnen Gebremedhin, etiopski lekkoatleta, średniodystansowiec
  - Ricochet, amerykański wrestler
  - Mario Todorović, chorwacki pływak
- 1989:
  - Chafik Besseghier, francuski łyżwiarz figurowy
  - Władimir Borisow, rosyjski kulturysta
  - Dienis Juskow, rosyjski łyżwiarz szybki
  - Robert Manson, nowozelandzki wioślarz
  - Riddick Moss, amerykański wrestler
  - Paula Schramm, niemiecka aktorka
  - Erik Steinhagen, niemiecki pływak
  - Kamil Szeremeta, polski bokser
- 1990:
  - Aubrey David, trynidadzko-tobagijski piłkarz
  - Georgia Davies, brytyjska pływaczka
  - Sebastian Rode, niemiecki piłkarz
  - Jordan Williams, amerykański koszykarz
- 1991:
  - Jack Garratt, brytyjski piosenkarz, multiinstrumentalista
  - Iman Jamali, węgierski piłkarz ręczny pochodzenia irańskiego
  - Delicia Pierre, trynidadzko-tobagijska siatkarka
  - Tanja Sredić, serbska siatkarka
  - Paulina Szpak, polska siatkarka
- 1992:
  - Jean-Daniel Akpa-Akpro, iworyjski piłkarz
  - Emilia Bottas, fińska pływaczka
  - Filip Stoilović, serbski siatkarz
- 1993:
  - Ryley Barnes, kanadyjski siatkarz
  - Brandon Flynn, amerykański aktor, producent filmowy pochodzenia żydowskiego
  - Sean Murray, irlandzki piłkarz
  - Wako Tewdoradze, gruziński piłkarz
  - Nikita Ugłow, rosyjski lekkoatleta, sprinter
- 1994:
  - Imani McGee-Stafford, amerykańska koszykarka
  - Denys Miroszniczenko, ukraiński piłkarz
  - Jasmit Phulka, kanadyjski zapaśnik
  - Rukchanok Srinork, tajska aktywistka, influencerka i polityczka
  - Kamil Włodyka, polski piłkarz
- 1995:
  - Aleksandra Jarecka, polska szpadzistka
  - Nicolás Jarry, chilijski tenisista
  - Igor Sapała, polski piłkarz
  - Pilar Marie Victoria, portorykańska siatkarka (zm. 2024)
- 1996:
  - Arman Carukjan, ormiańsko-rosyjski zawodnik MMA pochodzenia gruzińskiego
  - Nicky Degrendele, belgijska kolarka szosowa i torowa
  - Rhea Ripley, australijska wrestlerka
- 1997:
  - Jeando Fuchs, kameruński piłkarz
  - Sylwia Szczerbińska, polska kajakarka
  - Dalibor Takáč, słowacki piłkarz
  - Georg Zimmermann, niemiecki kolarz szosowy
- 1998:
  - Tessah Andrianjafitrimo, francuska tenisistka pochodzenia malgaskiego
  - Klaudia Kołodziej, polska biegaczka narciarska
  - Pei Xingru, chińska zapaśniczka
  - Tit Štante, słoweński snowboardzista, hokeista
- 1999:
  - Keldon Johnson, amerykański koszykarz
  - Dominika Kopińska, polska piłkarka
  - Diewid Nariżnyj, rosyjski łyżwiarz figurowy pochodzenia ukraińskiego
  - Agnes Reisch, niemiecka skoczkini narciarska
- 2001:
  - Maja Chwalińska, polska tenisistka
  - Anthony Hernández, kostarykański piłkarz
  - Alexis Lafrenière, kanadyjski hokeista
  - Daniel Maldini, włoski piłkarz
  - Kacper Skibicki, polski piłkarz
- 2002 – Rusina, polski raper
- 2003:
  - Tawanda Chirewa, zimbabwejski piłkarz
  - Robert Renan, brazylijski piłkarz
- 2004 – Alan Matturro, urugwajski piłkarz pochodzenia włoskiego

## Zmarli
- 965 – Bruno, niemiecki duchowny katolicki, arcybiskup Kolonii, święty (ur. ok. 925)
- 1159 – Wilhelm z Blois, hrabia Mortain i Boulogne (ur. 1137)
- 1294 – (lub 23 czerwca) Konrad II, książę mazowiecki (ur. ok. 1250)
- 1303 – Bonifacy VIII, papież (ur. ok. 1235)
- 1304 – Konrad II Garbaty, książę ścinawski i żagański (ur. 1260–65)
- 1311 – (między 9 października a tym dniem) Tudur Hen, arystokrata (ur. ?)
- 1347 – Ludwik IV Bawarski, cesarz rzymski (ur. 1287)
- 1380 – Agapito Colonna, włoski kardynał (ur. ?)
- 1424 – Jan Žižka, czeski przywódca husycki (ur. ok. 1360)
- 1461 – Giorgio Fieschi, włoski duchowny katolicki, arcybiskup Genui, kardynał (ur. ok. 1395)
- 1491 – Jakub z Ulm, niemiecki dominikanin, błogosławiony (ur. 1407)
- 1493 – Eleonora Aragońska, księżna Ferrary (ur. 1450)
- 1505 – Jan II Grimaldi, senior Monako (ur. 1468)
- 1531:
  - Mikołaj Sokolnicki, polski lekarz, wykładowca akademicki (ur. 1495)
  - Huldrych Zwingli, szwajcarski teolog, humanista, działacz reformacyjny (ur. 1484)
- 1564 – Martin Cellarius, niemiecki działacz reformacyjny (ur. 1499)
- 1592 – Aleksander Sauli, włoski duchowny katolicki, biskup Alérii i Pawii, święty (ur. 1534)
- 1598 – Joachim Camerarius Młodszy, niemiecki lekarz, przyrodnik (ur. 1534)
- 1616 – Aleksander Józef Lisowski, polski pułkownik, dowódca lisowczyków (ur. 1575–80)
- 1633 – Filaret, rosyjski duchowny prawosławny, patriarcha moskiewski i całej Rusi (ur. 1553)
- 1648 – Jerzy I Rakoczy, książę Siedmiogrodu (ur. 1593)
- 1670 – Louis Le Vau, francuski architekt (ur. 1712/13)
- 1705 – Guillaume Amontons, francuski fizyk (ur. 1663)
- 1708 – Ehrenfried Walther von Tschirnhaus, niemiecki wynalazca europejskiej porcelany (ur. 1651)
- 1721 – Antoni Florian, książę Liechtensteinu (ur. 1656)
- 1726 – Antoni Karol Nowosielski, polski szlachcic, polityk (ur. 1675)
- 1740:
  - Magdalena Augusta Anhalt-Zerbst, księżna Saksonii-Gothy-Altenburga (ur. 1679)
  - Jakub Surovec, słowacki zbójnik (ur. 1715)
- 1746 – Gabriel-Jacques de Salignac, francuski arystokrata, dowódca wojskowy, dyplomata (ur. 1688)
- 1760 – Michał Antoni Sapieha, polski szlachcic, poeta, tłumacz, polityk (ur. 1711)
- 1779 – Kazimierz Pułaski, polski dowódca wojskowy, marszałek konfederacji barskiej, generał rewolucji amerykańskiej (ur. 1745)
- 1790 – Jerzy Krzysztof Pisanski, polski pedagog, pisarz, bibliograf (ur. 1725)
- 1803 – Henry Somerset, brytyjski arystokrata, polityk (ur. 1744)
- 1804 – Michał Mateusz Kosmowski, polski duchowny katolicki, biskup pomocniczy gnieźnieński (ur. 1725)
- 1809 – Meriwether Lewis, amerykański podróżnik, odkrywca (ur. 1774)
- 1813 – Robert Kerr, szkocki pisarz, tłumacz, zoolog (ur. 1755)
- 1827 – Christian Ditlev Frederick Reventlow, duński hrabia, polityk, reformator ustrojowy (ur. 1748)
- 1833 – Piotr Lê Tuỳ, wietnamski duchowny katolicki, męczennik, święty (ur. ok. 1773)
- 1840 – Konstancja Rzewuska, polska szlachcianka (ur. 1761)
- 1842 – Willibald Besser, polski botanik, florysta pochodzenia niemieckiego (ur. 1784)
- 1850 – Ludwika Maria Orleańska, królowa Belgów (ur. 1812)
- 1857 – Francesco de’ Medici di Ottaiano, włoski kardynał (ur. 1808)
- 1859 – Józef Leopold Kmietowicz, polski duchowny katolicki, przywódca powstania chochołowskiego (ur. 1819)
- 1860 – Józefa Karska, polska zakonnica, Służebnica Boża (ur. 1823)
- 1870 – Ildefons Krysiński, polski psychiatra (ur. 1795)
- 1871 – Eugen Kvaternik, chorwacki polityk, prawnik, organizator i przywódca antyaustriackiego powstania w Rakovicy (ur. 1825)
- 1878:
  - Leon Dembowski, polski polityk, pamiętnikarz (ur. 1789)
  - Félix Dupanloup, francuski duchowny katolicki, biskup, filozof (ur. 1802)
  - Satanta, wódz północnoamerykańskiego plemienia Kiowa (ur. ok. 1830)
- 1887 – Maria Soledad Torres Acosta, hiszpańska zakonnica, święta (ur. 1826)
- 1889 – James Joule, brytyjski fizyk (ur. 1818)
- 1891 – Jan Chryzostom Janiszewski, polski duchowny katolicki, biskup pomocniczy poznański, działacz patriotyczny, polityk (ur. 1818)
- 1896 – Anton Bruckner, austriacki kompozytor, organista (ur. 1824)
- 1897 – Léon Boëllmann, francuski kompozytor (ur. 1862)
- 1903 – Alfred Görnemann, niemiecki kolarz torowy (ur. 1877)
- 1905 – Karol Bennich, polski fabrykant pochodzenia niemieckiego (ur. 1842)
- 1907 – John Bryson, amerykański bankier, przedsiębiorca, polityk, burmistrz Los Angeles (ur. 1819)
- 1908:
  - Michaił Popow, rosyjski psychiatra, wykładowca akademicki (ur. 1864)
  - William Saville-Kent, brytyjski biolog morski (ur. 1845)
- 1909 – Antoni Żarliński, polski kapitan kosynierów w powstaniu styczniowym (ur. 1838 lub 39)
- 1910:
  - Heinrich Caro, niemiecki chemik (ur. 1834)
  - Felicjan Faleński, polski poeta, prozaik, dramaturg, tłumacz (ur. 1825)
- 1915:
  - Paul Eyschen, luksemburski polityk, premier Luksemburga (ur. 1841)
  - Jean Henri Fabre, francuski humanista, przyrodnik, pedagog, pisarz (ur. 1823)
- 1916 – Otto, król Bawarii (ur. 1848)
- 1917:
  - Filip, książę wirtemberski, dowódca wojskowy (ur. 1838)
  - John Letts, brytyjski pilot wojskowy, as myśliwski (ur. 1897)
  - Adam Pietraszkiewicz, polski generał major cesarskiej i królewskiej Armii, nominalny komendant Legionu Wschodniego (ur. 1863)
- 1918 – Henri Tauzin, francuski lekkoatleta, sprinter i płotkarz (ur. 1879)
- 1919 – Jan Walewski, polski ziemianin, adwokat, przemysłowiec, polityk (ur. 1860)
- 1921 – Đorđe Simić, serbski dyplomata, polityk, premier Serbii (ur. 1843)
- 1924 – Sydney Emanuel Mudd, amerykański polityk (ur. 1885)
- 1925 – Paweł Dombek, polski dziennikarz, polityk, poseł do Reichstagu i na Sejm Ustawodawczy (ur. 1865)
- 1926:
  - Albert Robida, francuski rysownik, pionier sztuki science fiction (ur. 1848)
  - Hymie Weiss, amerykański gangster pochodzenia polskiego (ur. 1898)
- 1927 – Adolf Wermuth, niemiecki prawnik, urzędnik, polityk, burmistrz Berlina (ur. 1855)
- 1928 – Piotr Hipolit Krasnodębski, polski malarz, grafik (ur. 1876)
- 1930 – Stanisław Bohdan Grabiński, polski ziemianin, inżynier rolnik (ur. 1891)
- 1932:
  - Mikołaj (Karpow), rosyjski duchowny prawosławny, biskup londyński (ur. 1891)
  - Helena Unierzyska, polska malarka, rzeźbiarka (ur. 1867)
- 1933:
  - Riccardo Bartoloni, włoski duchowny katolicki, arcybiskup, nuncjusz apostolski (ur. 1885)
  - Reinhold Tiling, niemiecki inżynier, pilot, pionier rakietnictwa (ur. 1893)
- 1934:
  - Wojciech Grabowski, polski lekarz, oficer armii Cesarstwa Niemieckiego, tytularny generał brygady WP (ur. 1867)
  - Radó Kövesligethy, węgierski astrofizyk, geofizyk, wykładowca akademicki (ur. 1862)
- 1937:
  - Iosif Badiejew, radziecki polityk (ur. 1880)
  - Chaim Bogopolski, radziecki polityk pochodzenia żydowskiego (ur. 1891)
  - Alceo Dossena, włoski rzeźbiarz, fałszerz dzieł sztuki (ur. 1878)
  - Grigorij Stary, radziecki polityk (ur. 1880)
  - Aniela Wolberg, polska anarchistka pochodzenia żydowskiego (ur. 1907)
- 1938:
  - Paweł Gantkowski, polski profesor medycyny (ur. 1869)
  - Birger Simonsson, szwedzki malarz, rysownik (ur. 1883)
- 1939:
  - John Dietz, amerykański strzelec sportowy pochodzenia niemieckiego (ur. 1870)
  - Stanisław Łążyński, polski podporucznik, uczestnik powstania styczniowego (ur. 1842)
- 1940:
  - Arnold Freiherr von Biegeleben, niemiecki generał (ur. 1883)
  - Vito Volterra, włoski matematyk, fizyk, wykładowca akademicki (ur. 1860)
- 1941 – Lee E. Geyer, amerykański polityk (ur. 1888)
- 1942:
  - Zygmunt Gordon, polski działacz komunistyczny pochodzenia żydowskiego (ur. 1904)
  - Leonid Nikołajew, rosyjski pianista, kompozytor, pedagog (ur. 1878)
- 1943:
  - Zygmunt Bohdanowski, polski major artylerii (ur. 1893)
  - Mieczysław Dobrzański, polski podpułkownik dyplomowany piechoty (ur. 1897)
  - Teofil Dziama, polski podpułkownik pilot (ur. 1895)
  - Juliusz Gilewicz, polski podpułkownik pilot (ur. 1890)
  - Zbigniew Koellner, polski major piechoty (ur. 1893)
  - Dudley Morton, amerykański komandor porucznik (ur. 1907)
  - Jan Mosdorf, polski polityk, publicysta (ur. 1904)
  - Ettore Ovazza, włoski działacz faszystowski (ur. 1892)
  - Jehoszua Rabinowicz, polski przedsiębiorca, działacz społeczny pochodzenia żydowskiego (ur. 1888)
  - Kazimierz Stamirowski, polski podpułkownik dyplomowany artylerii, urzędnik państwowy (ur. 1884)
- 1944 – Józef Kałuża, polski piłkarz, trener, działacz sportowy (ur. 1896)
- 1945:
  - Jean Hérold-Paquis, francuski dziennikarz radiowy, działacz faszystowski (ur. 1912)
  - Bogumił Leyk, polski kaznodzieja ewangelicki, działacz narodowy na Mazurach (ur. 1860)
- 1946 – Ivan Hitrec, chorwacki piłkarz (ur. 1911)
- 1947:
  - Thomas Inskip, brytyjski arystokrata, prawnik, polityk (ur. 1876)
  - Władysław Rypiński, polski działacz komunistyczny, oficer GL i AL (ur. 1902)
- 1948 – André Bloch, francuski matematyk, morderca pochodzenia żydowskiego (ur. 1893)
- 1949 – Julian Kryplewski, polski adwokat, samorządowiec, burmistrz Tarnowa (ur. 1877)
- 1950 – Kinnosuke Miura, japoński neurolog, wykładowca akademicki (ur. 1864)
- 1951:
  - Donald Walter Cameron of Lochiel, szkocki arystokrata, ziemianin, wojskowy (ur. 1876)
  - Giovanni Scatturin, włoski wioślarz (ur. 1893)
- 1952:
  - Jack Conway, amerykański aktor, reżyser i producent filmowy (ur. 1887)
  - Lech Niemojewski, polski architekt (ur. 1894)
- 1953 – Kazimierz Kamieński, polski kapitan, żołnierz AK, ROAK i WiN (ur. 1919)
- 1954 – Theodore Lyman, amerykański fizyk (ur. 1874)
- 1957 – József Rády, węgierski szablista (ur. 1884)
- 1958:
  - Johannes Becher, niemiecki poeta, krytyk literacki, redaktor, polityk (ur. 1891)
  - Maurice de Vlaminck, francuski malarz, rysownik, grafik (ur. 1876)
- 1959 – Oswald Pirow, południowoafrykański prawnik, polityk (ur. 1890)
- 1961:
  - Dagmara, księżniczka Danii (ur. 1890)
  - Józef Kromolicki, polski kompozytor (ur. 1882)
  - Chico Marx, amerykański aktor komediowy (ur. 1887)
  - Franc Pierchorowicz, radziecki generał porucznik (ur. 1894)
- 1962:
  - Bohdan Chełmicki, polski prawnik, notariusz, dyplomata (ur. 1880)
  - Émile Poilvé, francuski zapaśnik (ur. 1903)
  - Erich Tschermak, austriacki botanik, genetyk, agronom, wykładowca akademicki (ur. 1871)
- 1963 – Jean Cocteau, francuski poeta, dramaturg, reżyser i scenarzysta filmowy, malarz, choreograf sceniczny, menedżer bokserski (ur. 1889)
- 1965:
  - Dorothea Lange, amerykańska fotografka pochodzenia niemieckiego (ur. 1895)
  - Walter Stampfli, szwajcarski polityk, prezydent Szwajcarii (ur. 1884)
- 1966:
  - Maria Estreicherówna, polska nauczycielka, pisarka, tłumaczka (ur. 1876)
  - Karol Korytowski, polski kontradmirał (ur. 1892)
  - Józef Litwin, polski prawnik, wykładowca akademicki (ur. 1904)
  - Osbert Peake, brytyjski arystokrata, polityk (ur. 1897)
  - Zygmunt Wichary, polski pianista, kompozytor, dyrygent (ur. 1928)
- 1967:
  - Iwan Isakow, radziecki admirał floty (ur. 1894)
  - Halina Poświatowska, polska poetka (ur. 1935)
- 1968:
  - Émile Demangel, francuski kolarz torowy (ur. 1882)
  - Leopold Šrom, czeski major pilot, as myśliwski (ur. 1917)
- 1969:
  - Enrique Ballesteros, urugwajski piłkarz, bramkarz (ur. 1905)
  - Kazimierz Sosnkowski, polski generał broni, polityk, działacz niepodległościowy (ur. 1885)
  - Wu Han, chiński historyk, pisarz, dziennikarz (ur. 1909)
- 1970:
  - Neta Harpaz, izraelski polityk (ur. 1893)
  - Piotr Parszyn, radziecki generał pułkownik, polityk (ur. 1899)
- 1971:
  - Chester Conklin, amerykański aktor, komik (ur. 1886)
  - Lewis Puller, amerykański generał (ur. 1898)
- 1973:
  - Walter Audisio, włoski polityk, przywódca partyzantów komunistycznych (ur. 1909)
  - Wacław Przesmycki, polski dyplomata (ur. 1891)
- 1974 – Ralph Tschudi, norweski żeglarz sportowy (ur. 1890)
- 1976 – Alfredo Bracchi, włoski pisarz (ur. 1897)
- 1977:
  - Christiaan Both, holenderski strzelec sportowy (ur. 1895)
  - MacKinlay Kantor, amerykański pisarz (ur. 1904)
- 1979:
  - Lennart Bohman, szwedzki bokser (ur. 1909)
  - José Fernández Díaz, kubański piosenkarz, autor tekstów (ur. 1908)
  - Franciszek Leja, polski matematyk, wykładowca akademicki (ur. 1885)
  - Andriej Markow (młodszy), rosyjski matematyk, wykładowca akademicki (ur. 1903)
  - Nadieżda Nadieżdina, rosyjska tancerka baletowa, choreografka (ur. 1908)
- 1980 – Władysław Witold Spychalski, polski polityk, wiceprezydent Szczecina, poseł na Sejm PRL (ur. 1910)
- 1981 – Henryk Giełdzik, polski inżynier, konstruktor statków (ur. 1906)
- 1982:
  - Craig Hosmer, amerykański polityk (ur. 1915)
  - Zygmunt Wierski, polski major, dyplomata (ur. 1902)
- 1984 – Bruce Humberstone, amerykański reżyser filmowy (ur. 1901)
- 1986 – Andrzej Szalawski, polski aktor (ur. 1911)
- 1988:
  - Bonita Granville, amerykańska aktorka (ur. 1923)
  - Robert E. Gross, amerykański chirurg pochodzenia niemieckiego (ur. 1905)
  - Arnold Iwaszkiewicz, polski generał brygady (ur. 1915)
  - Guido Monzino, włoski podróżnik, wspinacz (ur. 1928)
- 1989:
  - Henryk Hubertus Jabłoński, polski kompozytor, pedagog (ur. 1915)
  - Paul Shenar, amerykański aktor (ur. 1936)
- 1991:
  - Narcís de Carreras, hiszpański działacz piłkarski (ur. 1905)
  - Redd Foxx, amerykański aktor (ur. 1922)
  - Pietro Ferraris, włoski piłkarz (ur. 1912)
  - Janina Romanówna, polska aktorka, reżyserka, pedagog (ur. 1904)
- 1992 – Stanisław Wyszomirski, polski krytyk filmowy, dziennikarz (ur. 1938)
- 1993:
  - Joe Barzda, amerykański kierowca wyścigowy (ur. 1915)
  - Jan Filipek, polski profesor łąkarstwa (ur. 1931)
  - Lajos Lőrincze, węgierski językoznawca, edukator (ur. 1915)
  - Jess Thomas, amerykański śpiewak operowy (tenor) (ur. 1927)
- 1995:
  - Zbigniew Kryński, polski aktor (ur. 1921)
  - Jeff York, amerykański aktor (ur. 1912)
- 1996:
  - Lars Ahlfors, amerykański matematyk, wykładowca akademicki pochodzenia fińskiego (ur. 1907)
  - Jadwiga Jurkszus-Tomaszewska, polska pisarka, reporterka, krytyk literacki (ur. 1918)
  - Leonid Kacejko, polski inżynier elektryk, wykładowca akademicki (ur. 1913)
  - Stefan Knapp, polski artysta plastyk (ur. 1921)
  - Stanisław Tołpa, polski botanik, wykładowca akademicki (ur. 1901)
  - William Vickrey, amerykański ekonomista, wykładowca akademicki, laureat Nagrody Banku Szwecji im. Alfreda Nobla w dziedzinie ekonomii pochodzenia kanadyjskiego (ur. 1914)
- 1997 – Iwan Jarygin, rosyjski zapaśnik (ur. 1948)
- 1998:
  - Richard Denning, amerykański aktor (ur. 1914)
  - Maciej Gutowski, polski historyk sztuki (ur. 1931)
- 1999:
  - Galina Bystrowa, rosyjska lekkoatletka, wieloboistka i płotkarka (ur. 1934)
  - Johannes Fiebag, niemiecki pisarz, naukowiec, ufolog (ur. 1956)
  - Leo Lionni, holenderski malarz, grafik, autor książek dla dzieci (ur. 1910)
- 2000:
  - Donald Dewar, szkocki polityk (ur. 1937)
  - Matija Ljubek, chorwacki kajakarz, kanadyjkarz (ur. 1953)
  - Pietro Palazzini, włoski kardynał (ur. 1912)
- 2001:
  - Krzysztof Chamiec, polski aktor (ur. 1930)
  - Jan Rogowicz, polski siatkarz, trener (ur. 1946)
- 2002:
  - Rafael Márquez Esqueda, meksykański piłkarz (ur. 1947)
  - Rusty Wailes, amerykański wioślarz (ur. 1936)
  - Eugeniusz (Żdan), rosyjski biskup prawosławny (ur. 1942)
- 2003 – Lila Ram, indyjski zapaśnik (ur. 1930)
- 2004:
  - Nicholas Gordon-Lennox, brytyjski arystokrata, dyplomata (ur. 1931)
  - Keith Miller, australijski krykiecista (ur. 1919)
- 2005:
  - Kelsey Smith-Briggs, amerykańska ofiara przemocy wobec dzieci (ur. 2002)
  - Edward Szczepanik, polski ekonomista, polityk, premier RP na uchodźstwie (ur. 1915)
- 2006:
  - Germán Garcia Isaza, kolumbijski duchowny katolicki, biskup Apartadó (ur. 1936)
  - Reinhard Rieger, austriacki zoolog, wykładowca akademicki (ur. 1943)
- 2007:
  - Śri Chinmoy, banglijski filozof, pisarz, malarz, muzyk, przywódca religijny (ur. 1931)
  - Werner von Trapp, amerykański farmer, piosenkarz pochodzenia austriackiego (ur. 1915)
- 2008:
  - Vija Artmane, łotewska aktorka (ur. 1929)
  - William Claxton, amerykański fotografik (ur. 1927)
  - Jörg Haider, austriacki polityk (ur. 1950)
  - Neal Hefti, amerykański trębacz jazzowy, kompozytor (ur. 1922)
  - Dariusz Siatkowski, polski aktor (ur. 1960)
- 2009:
  - Joan Martí i Alanís, hiszpański duchowny katolicki, biskup La Seu d’Urgell i współksiążę episkopalny Andory (ur. 1928)
  - Don Decker, amerykański wokalista, członek zespołu Anal Blast (ur. 1968)
  - Gereon Iwański, polski historyk ruchu robotniczego (ur. 1931)
  - Gustav Kral, austriacki piłkarz, bramkarz (ur. 1983)
- 2010:
  - Mieczysław Bronowiecki, polski generał brygady (ur. 1924)
  - Marta Kotowska, polska aktorka, wokalistka (ur. 1941)
- 2011:
  - Ion Diaconescu, rumuński inżynier, polityk (ur. 1917)
  - František Sokol, czeski siatkarz (ur. 1939)
- 2012:
  - Helmut Haller, niemiecki piłkarz (ur. 1939)
  - Edward Kossoy, polski prawnik, publicysta (ur. 1913)
- 2013:
  - Władysław Matuszkiewicz, polski botanik, fitosocjolog (ur. 1921)
  - Erich Priebke, niemiecki nazistowski zbrodniarz wojenny (ur. 1913)
  - Wadi as-Safi, libański piosenkarz, kompozytor (ur. 1921)
  - María de Villota, hiszpańska kierowca wyścigowa (ur. 1980)
- 2014:
  - Anita Cerquetti, włoska śpiewaczka operowa (sopran) (ur. 1931)
  - Carmelo Simeone, argentyński piłkarz (ur. 1934)
- 2016:
  - Patricia Barry, amerykańska aktorka (ur. 1922)
  - Jan Bártl, czeski strongman (ur. 1967)
  - Matti Hagman, fiński hokeista, trener (ur. 1955)
  - Jan Matocha, słowacki kajakarz, trener (ur. 1923)
  - Teatao Teannaki, kiribatyjski polityk, prezydent Kiribati (ur. 1936)
- 2017:
  - Clifford Husbands, barbadoski prawnik, polityk, gubernator generalny (ur. 1926)
  - Jan Kurowicki, polski filozof, krytyk literacki, poeta, eseista, prozaik (ur. 1943)
- 2018:
  - Ireneo Amantillo, filipiński duchowny katolicki, biskup Tandag (ur. 1934)
  - Fatos Arapi, albański poeta, prozaik, tłumacz (ur. 1930)
  - Labinot Harbuzi, szwedzki piłkarz pochodzenia kosowskiego (ur. 1986)
  - Dieter Kemper, niemiecki kolarz szosowy i torowy (ur. 1937)
  - Zyta Oryszyn, polska pisarka, dziennikarka (ur. 1940)
  - Engelbert Siebler, niemiecki duchowny katolicki, biskup pomocniczy Monachium i Freising (ur. 1937)
- 2019:
  - Robert Forster, amerykański aktor (ur. 1941)
  - Łucjan Królikowski, polski duchowny katolicki, franciszkanin konwentualny (ur. 1919)
  - Aleksiej Leonow, rosyjski generał major pilot, kosmonauta (ur. 1934)
- 2020:
  - Joe Morgan, amerykański baseballista (ur. 1943)
  - Julian Musielak, polski matematyk, wykładowca akademicki (ur. 1928)
  - Paweł Rozwadowski, polski wokalista, autor tekstów, członek zespołów: Fornit, Deuter, Izrael i Max i Kelner (ur. 1962)
- 2021:
  - Tony DeMarco, amerykański bokser (ur. 1932)
  - Antônio Afonso de Miranda, brazylijski duchowny katolicki, biskup Taubaté (ur. 1920)
  - Olav Nilsen, norweski piłkarz (ur. 1942)
- 2022 – Angela Lansbury, amerykańska aktorka (ur. 1925)
- 2023:
  - Manuel Chuanguira Machado, mozambicki duchowny katolicki, biskup Gurué (ur. 1950)
  - Marek Szczepański, polski socjolog, wykładowca akademicki (ur. 1956)
- 2024:
  - Miroslav Martinák, słowacki kombinator norweski, skoczek narciarski (ur. 1936)
  - Vicente Juan Segura, hiszpański duchowny katolicki, biskup Ibizy, biskup pomocniczy Walencji (ur. 1955)
  - Janusz Sosnowski, polski scenograf telewizyjny i filmowy (ur. 1947)
  - Jean Alix Verrier, haitański duchowny katolicki, biskup Les Cayes (ur. 1931)